# Nebel (musikinstrument)
Nebel (hebreiska: נֵ֤בֶל) eller nabla (grekiska: νάβλα) var ett fornhebreiskt stränginstrument som användes vid tempeltjänsten.
Nebeln hade 10–12 strängar. I övrigt är föga känt om instrumentet, och åsikterna går isär om hur det kan ha sett ut. Det kan handla om ett instrument av assyriskt ursprung, antingen en harpa eller ett psalterium.